# Orthemis macrostigma
Orthemis macrostigma är en trollsländeart som först beskrevs av Jules Pièrre Rambur 1842.  Orthemis macrostigma ingår i släktet Orthemis och familjen segeltrollsländor. Inga underarter finns listade i Catalogue of Life.